# Robert Evans (Astronom)
Robert Owen Evans (* 20. Februar 1937 in Sydney; † 8. November 2022) war ein australischer Geistlicher der Uniting Church in Australia und ein Amateur-Astronom. Er entdeckte seit 1981 42 Supernovae (Stand 2008) und hält damit den Rekord für visuelle Beobachtungen ohne Hilfe von Computern.

## Ausbildung und Beruf
Evans studierte Philosophie und Geschichte an der Universität Sydney. Aus einer religiösen Familie stammend ließ er sich zum Pfarrer ausbilden und wurde 1967 ordiniert. Er ging 1998 in Ruhestand.
Er schrieb mehrere Bücher über religiöse Themen, sein besonderes Interesse galt der Geschichte der religiösen Bewegungen im 19. Jahrhundert.

## Astronomie
Bereits seit 1955 suchte Evans den Himmel ab, aber seine damaligen Teleskope waren zu klein, um ernsthafte Entdeckungen zu machen, außerdem fehlten ihm geeignete Sternkarten für die südliche Hemisphäre. Ab 1968 arbeitete er mit einem 10-Zoll-Newton-Teleskop. Er hatte die Hoffnung auf eine Entdeckung in den 1970er Jahren schon fast aufgegeben, als 1980 durch visuelle Beobachtung eine Supernova in der Galaxie Messier 100 (NGC 4321) entdeckt wurde. Er nahm seine Beobachtungen erneut auf und machte 1980 seine erste inoffizielle Entdeckung, eine Supernova in Fornax A (NGC 1316), die von anderen Astronomen öffentlich gemacht wurde, bevor Evans seine unabhängige Sichtung bestätigen lassen konnte. Anfang 1981 fand er seine erste offizielle Supernova in NGC 1532. Insgesamt machte er neun Entdeckungen mit seinem 10-Zoll-Teleskop, bevor er erst zu einem 16-Zoll-Teleskop und später zu einem leichter transportablen 12-Zoll-Teleskop wechselte. Zwei seiner Entdeckungen aus den Jahren 1983 und 1984 erwiesen sich als erste Vertreter des neu entdeckten Supernova-Typs 1b, und eine weitere von ihm entdeckte Supernova begründete den Typ 1c. Zwischen 1995 und 1997 konnte er zudem ein 40-Zoll-Teleskop am Siding-Spring-Observatorium nahe Coonabarabran nutzen und machte dort weitere drei visuelle Entdeckungen sowie vier auf Fotografien.
Zwischen 1981 und 1996 fand er durchschnittlich zwei Supernovae pro Jahr. Er konnte 50 verstreute Galaxien in einer Stunde durchsuchen oder bis zu 120 in Galaxienhaufen wie Virgo. Erst nachdem seit den 1990er Jahren zunehmend Computer eingesetzt werden, die automatisiert nach Supernovae suchen, wird seine Geschwindigkeit übertroffen. Oliver Sacks beschreibt Evans’ außergewöhnliches Talent, sich 1500 Galaxien einzuprägen und kleinste Veränderungen bemerken zu können, in einem Abschnitt seines Buches Eine Anthropologin auf dem Mars. Auch Bill Bryson widmete Robert Evans ein Kapitel in seinem Buch Eine kurze Geschichte von fast allem.
Evans wurde für seine Arbeit mehrfach ausgezeichnet, unter anderem erhielt er die Medal of the Order of Australia und den Amateur Achievement Award der Astronomical Society of the Pacific. Von 1985 bis 2005 saß er im Vorstand der American Association of Variable Star Observers. Der Asteroid (3032) Evans wurde nach ihm benannt.
Er lebte mit seiner Frau in Hazelbrook in New South Wales.

## Werke
- An Evangelical World-View Philosophy. (1993)
- An Outline History of Evangelical Revivals in the Pacific Islands and in Papua New Guinea. (Zusammengestellt und herausgegeben 1996)
- Evangelical Revivals in New Zealand. Mit Roy McKenzie. (1999)
- Early Evangelical Revivals in Australia. (2000)
- Evangelism and Revivals in Australia, 1880 to 1914. (Erster Band, 2005)
- Fire From Heaven: A Description and Analysis of the Revivals of the 'Burned-Over District' of Upstate New York, 1800-1840, and Spiritual Deceptions. (2005)
- Emilia Baeyertz - Evangelist: Her Career in Australia and Great Britain. (2007)